# غرايم ميلر
غرايم ميلر (بالإنجليزية: Graeme Miller)‏ (21 فبراير 1973 بغلاسكو في المملكة المتحدة - ) هو لاعب كرة قدم بريطاني في مركز الهجوم. لعب مع نادي هيبرنيان وبيرويك راينجرز وEdinburgh United F.C. ‏.